# Sîngerei
Sîngerei est une ville moldave située dans le raion de Sîngerei.

## Démographie
En 2012, sa population était d'environ 15 000 habitants.